# Districte de Jihlava
El districte de Jihlava (en txec Okres Jihlava) és un districte de la regió de Vysočina, a la República Txeca. La capital és Jihlava.

## Llista de municipis
Arnolec -
Batelov -
Bílý Kámen -
Bítovčice -
Bohuslavice -
Borovná -
Boršov -
Brtnice -
Brzkov -
Cejle -
Cerekvička-Rosice -
Černíč -
Čížov -
Dlouhá Brtnice -
Dobronín -
Dobroutov -
Dolní Cerekev -
Dolní Vilímeč -
Doupě -
Dudín -
Dušejov -
Dvorce -
Dyjice -
Hladov -
Hodice -
Hojkov -
Horní Dubenky -
Horní Myslová -
Hostětice -
Hubenov -
Hybrálec -
Jamné -
Jersín -
Jezdovice -
Ježená -
Jihlava -
Jihlávka -
Jindřichovice -
Kalhov -
Kaliště -
Kamenice -
Kamenná -
Klatovec -
Knínice -
Kostelec (Jihlava) -
Kostelní Myslová -
Kozlov -
Krahulčí -
Krasonice -
Lhotka -
Luka nad Jihlavou -
Malý Beranov -
Markvartice -
Měšín -
Milíčov -
Mirošov -
Mrákotín -
Mysletice -
Mysliboř -
Nadějov -
Nevcehle -
Nová Říše -
Olšany -
Olší -
Opatov -
Ořechov -
Otín -
Panenská Rozsíčka -
Panské Dubenky -
Pavlov -
Plandry -
Polná -
Puklice -
Radkov -
Rančířov -
Rantířov -
Rapotice -
Řásná -
Řídelov -
Rohozná -
Rozseč -
Růžená -
Rybné -
Sedlatice -
Sedlejov -
Šimanov -
Smrčná -
Stáj -
Stará Říše -
Stonařov -
Strachoňovice -
Střítež -
Suchá -
Svojkovice -
Švábov -
Telč -
Třešť -
Třeštice -
Urbanov -
Ústí -
Vanov -
Vanůvek -
Vápovice -
Velký Beranov -
Větrný Jeníkov -
Věžnice -
Věžnička -
Vílanec -
Volevčice -
Vyskytná nad Jihlavou -
Vysoké Studnice -
Vystrčenovice -
Záborná -
Zadní Vydří -
Žatec
Zbilidy -
Zbinohy -
Zdeňkov -
Ždírec -
Zhoř -
Zvolenovice -